# Norman Müller
Norman Müller (né le 7 août 1985 à Eisleben) est un athlète allemand, spécialiste du décathlon.
Il a obtenu 8 295 points à Ratingen en juin 2009 et avait obtenu, en 2004, 7 942 points en junior à Grosseto (médaille de bronze aux Championnats du monde).